# Леннарт Грілл
Леннарт Грілл (нім. Lennart Grill, нар. 25 січня 1999, Ідар-Оберштайн, Німеччина) — німецький футболіст, воротар клубу «Баєр 04». На правах оренди грає у норвезькому клубі «Бранн».

## Клубна кар'єра
Леннарт Грілл народився у містечку Ідар-Оберштайн. Грати у футбол починав у місцевому клубі аматорського рівня. Згодом воротаря запросили до юнацького складу клубу «Майнц 05». А в 2016 році Грілл приєднався до молодіжної команди «Кайзерслаутерна». На початку 2019 року тренер клубу Саша Гілдманн затвердив, що Грілл надалі буде основним воротарем команди. Дебют Грілла у першій команді відбувся 26 січня 2019 року у турнірі Третьої ліги Німеччини.
Ще у березні 2019 року було анонсовано, що наступний сезон Грілл почне вже як гравець клубу Бундесліги «Баєр 04». Трансфер воротаря обійшовся "фармацевтам" у 2 млн євро. Свій перший матч у складі «Баєра» Грілл провів 28 лютого 2021 року. Але маючи конкурента на воротарській позиції в особі Лукаша Градецького, у Грілла було мало шансів закріпитися в основі і влітку 2021 року на правах оренди німецький воротар перейшов до норвезького клубу «Бранн».

## Збірна
Леннарт Грілл викликався на матчі юнацьких збірних Німеччини різних вікових категорій. У 2016 році Грілл був внесений до зявки юнацької збірної Німеччини (U-17) для участі у європейській першості, що проходила на полях Азербайджану. Свій єдиний матч на турнірі Грілл провів проти іспанських однолітків, коли вийшов на заміну після того, як основний воротар команди Ян-Крістоф Бартельс отримав червону картку.

## Титули і досягнення
- Чемпіон Європи (U-21): 2021